# Derinkuyu
Derinkuyu (türkisch für „tiefer Schacht“) ist eine Kleinstadt und Hauptort des gleichnamigen Landkreises (İlçe) in der zentralanatolischen Provinz Nevşehir. Der Ort liegt 29 km südlich von der Provinzstadt Nevşehir in Kappadokien direkt an der Fernstraße D 765.

## Geographie
Der Kreis wurde 1960 gebildet und liegt im Süden der Provinz. Er grenzt im Nordwesten an den Kreis Acıgöl, im Norden an den zentralen Landkreis der Provinzhauptstadt sowie im Nordosten an den Kreis Ürgüp. Im Süden bilden die Provinz Niğde und im Osten die Provinz Kayseri die Grenze.
Der Kreis besteht neben der Kreisstadt mit Yazıhüyük (3700 Einw.) aus einer weiteren Gemeinde (Belediye). Des Weiteren gehören noch sieben Dörfer (Köy) mit durchschnittlich 895 Bewohnern zum Kreis:
- Suvermez (1569)
- Kuyulutatlar (1143)
- Çakıllı (1088)
- Özlüce (931)
- Doğala (728)
- Til (569)
- Güneyce (236 Einw.)

Der städtische Bevölkerungsanteil liegt bei über 70 %.

## Geschichte
Der Ort ist für seine große ehemalige unterirdische Stadt mit vielen Etagen bekannt. Bereits im 4. Jahrhundert v. Chr. wurde der Ort erwähnt. Eine kontinuierliche Besiedlung ist durch Münzfunde belegt, die den Zeitraum von der Römischen Kaiserzeit bis zu den Seldschuken abdecken.
Im Ort befindet sich 100 Meter südlich des Eingangs der unterirdischen Stadt eine sehenswerte armenische Basilika aus dem Jahr 1858. Der wuchtige dreischiffige Bau ist von einer Mauer umgeben und besitzt an der Nordseite einen freistehenden Glockenturm.  Nach dem Völkermord an den Armeniern wurde der Bau von griechischen Christen übernommen, nach deren Vertreibung wurde er als Mühle und Lagerhaus verwendet, heute ist dort ein kleines Museum untergebracht.
Laut Stadtsiegel wurde der Ort 1930 zur Gemeinde (Belediye) erhoben.

## Galerie

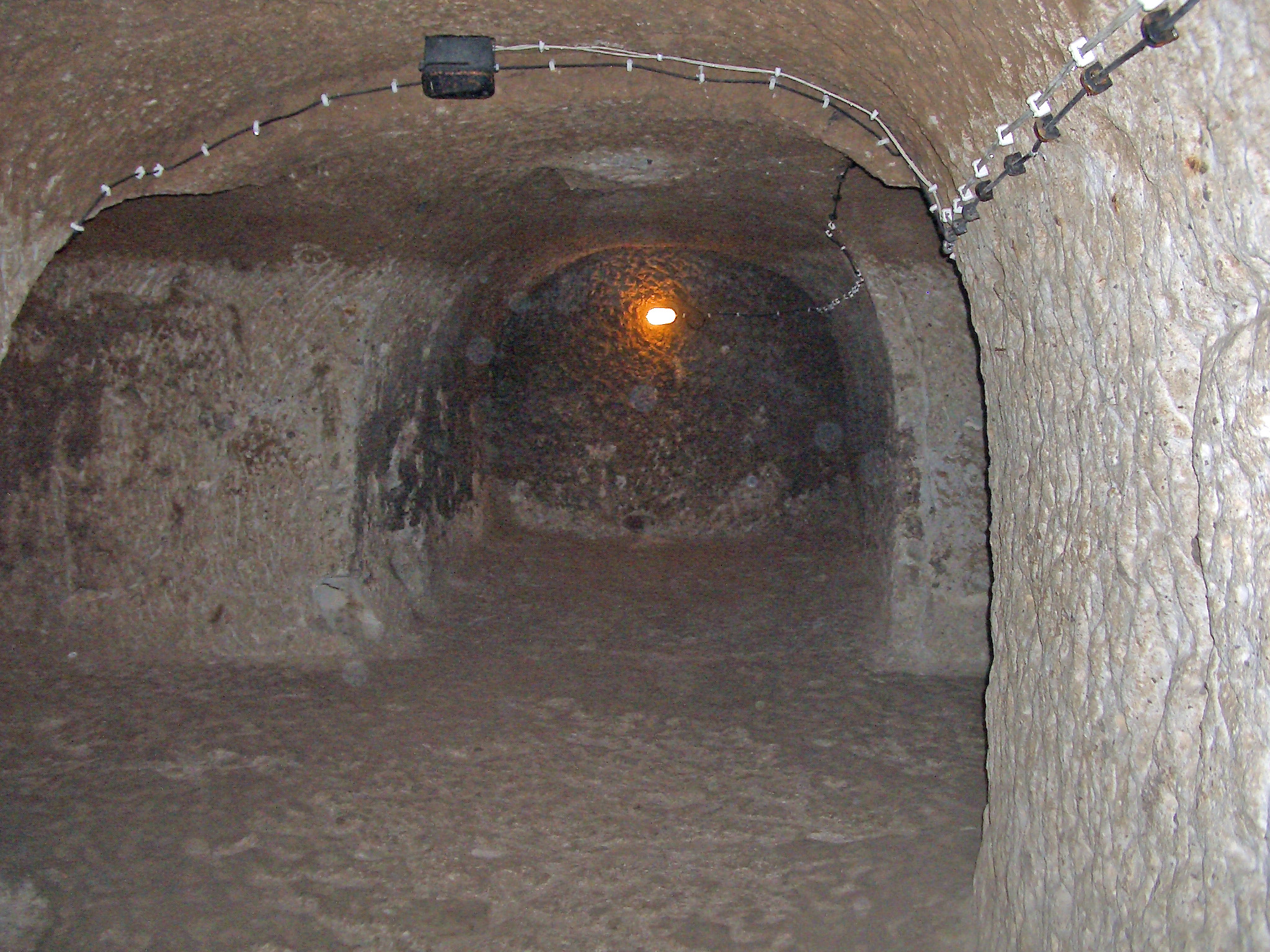
Kreuzförmige Kirche im siebten Stock der unterirdischen Stadt Derinkuyu
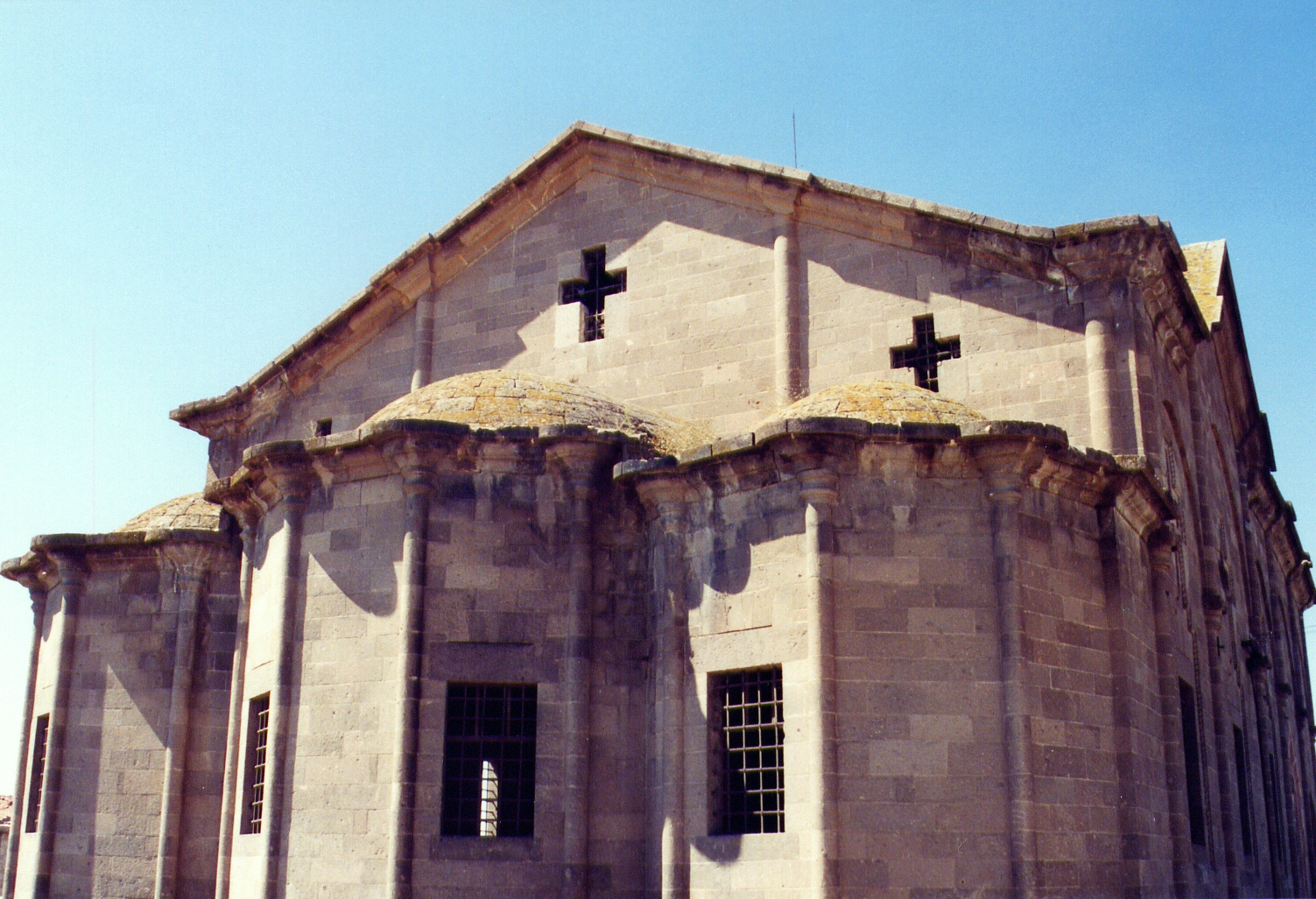
Kirche in Derinkuyu
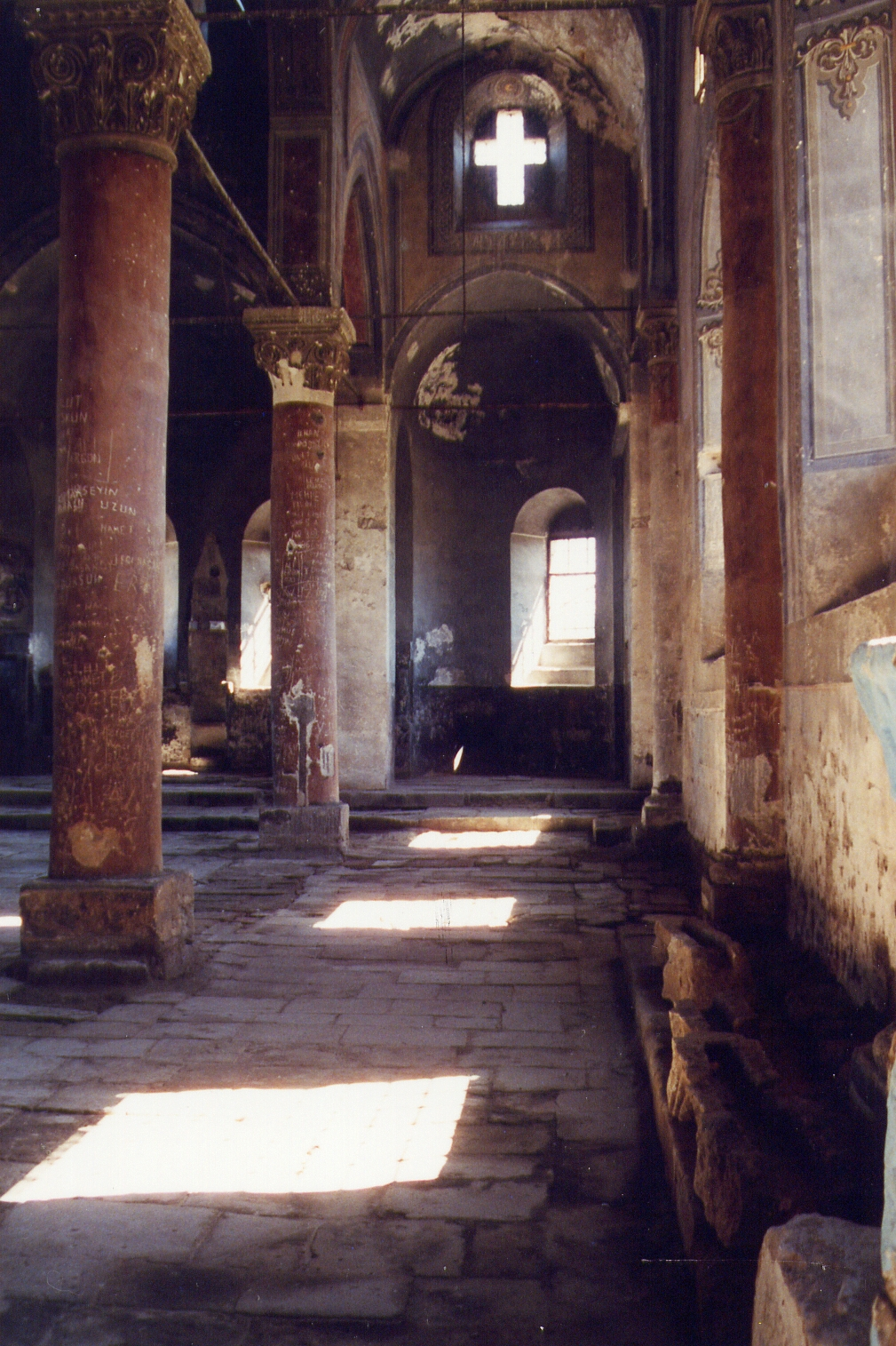
Seitenschiff der Basilika
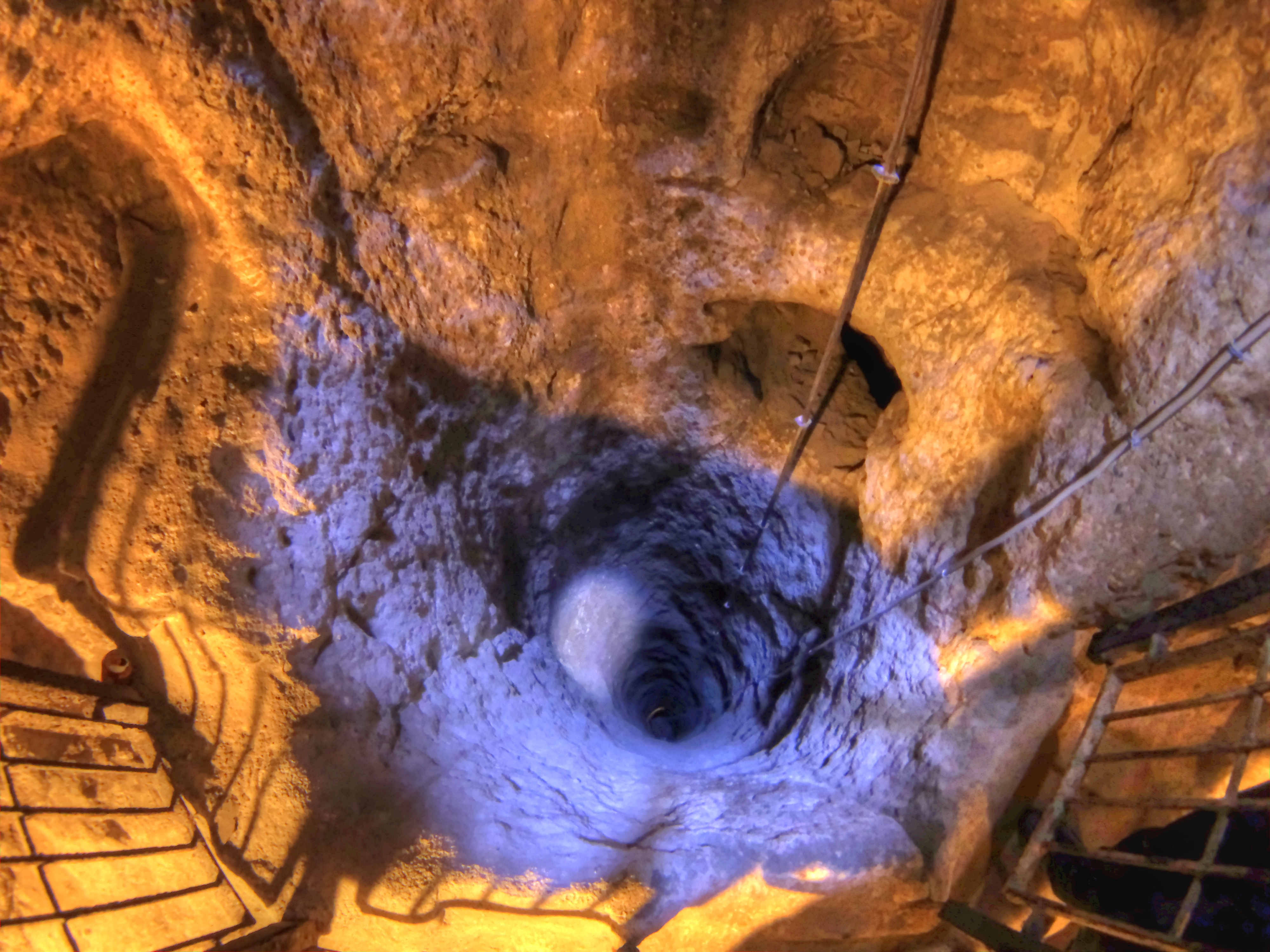
Tiefer Belüftungsbrunnen der unterirdischen Stadt Derinkuyu